# Ali Reza Pahlavi

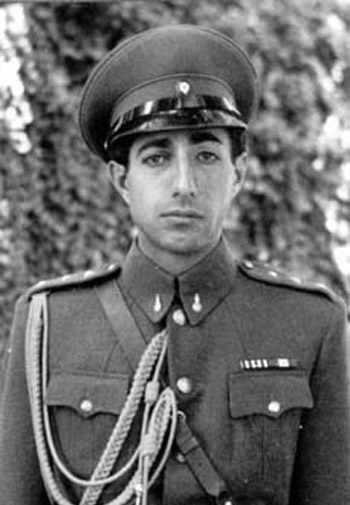
Ali Reza Pahlavi

Ali Reza Pahlavi (persiska: علیرضا پهلوی), född 1 mars 1922 i Teheran, Iran, död 17 oktober 1954) i Alborzbergen, Iran, var en iransk prins, son till Irans kung Reza Pahlavi och yngre bror till Mohammad Reza Pahlavi. Han var medlem av Pahlavidynastin.

## Biografi
Ali Reza Pahlavi fick sin tidiga utbildning i Schweiz och i Iran. Han läste vid Teherans krigshögskola och studerade sedan statsvetenskap vid Harvard University. Efter Reza Shahs landsförvisning följde han med fadern till Mauritius och sedan till Johannesburg, Sydafrika.
Ali Reza Pahlavi tog under det det andra världskriget värvning i Frankrikes armé där han tjänstgjorde åren 1944-1948. Han gifte sig 1946 med polskfödda Christiane Cholewska och paret fick en son, Patrick Ali Pahlavi, som föddes i Paris den 1 september 1947. De skilde sig dock året därefter och Ali Reza återvände till Iran.
Ali Reza dog den 17 oktober 1954 in a flygolycka i Alborzbergen norr om huvudstaden Teheran. Det är i dag oklart vart hans kvarlevor är begraven eftersom det mausoleum han vilade i förstördes av islamister vid iranska revolutionen.

## Hedersbetygelser

### Iranska hedersbetygelser
- Knight Grand Cordon of Order of Pahlavi
- Order of Military Merit, First Class (1937)
- Order of Military Merit, Second Class (1937)
- Order of Glory, First Class (1937)

### Utländska hedersbetygelser
- Knight Grand Cordon of the Supreme Order of the Renaissance (28 februari 1949)
- Member First Class of the Order of the Supreme Sun